# De-Loused in the Comatorium
De-Loused in the Comatorium è il primo album dei The Mars Volta pubblicato il 24 giugno del 2003. È basato su un racconto breve scritto dal cantante Cedric Bixler-Zavala che racconta la storia di un uomo (Cerpin Taxt) che nel tentativo di commettere suicidio usando morfina e veleno per topi entra in un coma profondo dove sperimenta visioni della psiche umana. Risvegliatosi, il vero mondo non lo appaga più e si getta definitivamente nelle braccia della morte. il racconto è ispirato dalla morte di un artista di El Paso, Julio Venegas, amico del cantante.
Le due versioni della copertina sono state realizzate da Storm Thorgerson.
Nel giugno del 2015 la rivista Rolling Stone ha collocato l'album alla venticinquesima posizione dei 50 migliori album progressive di tutti i tempi.

## Tracce
1. Son et lumière – 1:35
2. Inertiatic ESP – 4:24
3. Roulette Dares (The Haunt Of) – 7:31
4. Tira me a las arañas – 1:29
5. Drunkship of Lanterns – 7:06
6. Eriatarka – 6:20
7. Cicatriz ESP – 12:29
8. This Apparatus Must Be Unearthed – 4:58
9. Televators – 6:19
10. Take the Veil Cerpin Taxt – 8:42

## Formazione

### Gruppo
- Cedric Bixler Zavala - voce
- Omar Rodríguez-López - chitarra
- Jon Theodore - batteria
- Jeremy Michael Ward - manipolazione del suono
- Isaiah Ikey Owens - tastiere
- Michael Balzary (Flea) - basso

### Altri musicisti
- Lenny Castro - percussioni
- John Frusciante - chitarra, sintetizzatori in 'Cicatriz ESP'
- Justin Meldel Johnson - contrabbasso su 'Televators'